# A magyar súlyemelő-csapatbajnokságok végeredményei
A magyar súlyemelő-csapatbajnokság 1935-től kerül megrendezésre. A bajnokságot a Magyar Súlyemelő-szövetség írja ki és rendezi meg.
A bajnokságokat általában az összes emelt súly alapján döntötték el, de 1947 és 1955, valamint 1961 és 1968 között a helyezési pontok alapján, kivéve az 1949–50-es és az 1950-es bajnokságot, melyeket körmérkőzéses rendszerben rendeztek.
A legtöbb bajnoki címet a Csepel SC (WMTK Csepel, Csepeli Vasas) nyerte, 14-szer győztek.
A bajnokcsapatokat tartalmazó forrás (A magyar sport kézikönyve) 1939-re az Újpesti TE-t jelzi bajnoknak, de A Magyar Sport Évkönyve 1937-1939 alapján a Detektív AC volt a bajnok, míg az UTE csak negyedik lett, emellett az 1942-ben kiadott Magyarországi sportegyesületek története 474. oldalán a Detektív AC-ról szóló lapon az eredményeik között felsorolja, hogy 1939-ben és 1941-ben Magyarország súlyemelő csapatbajnokai. 1941-re nem jelez bajnokot, de a Magyarországi sportegyesületek története, a Nemzeti Sport 1941.05.27-i valamint az MTI Sportkiadás 1941.05.25-i kiadása alapján volt bajnokság, a Detektív AC volt a bajnok. 1942-re nem jelez bajnokot, de a Nemzeti Sport 1942.05.19-i valamint az MTI Sportkiadás1942.05.17-i kiadása alapján volt bajnokság, a WMTK Csepel volt a bajnok. 1943-ra nem jelez bajnokot, de a Nemzeti Sport 1943.06.01-jei kiadása alapján volt bajnokság, a WMTK Csepel volt a bajnok. 1948-ra a BVSC-t jelzi bajnoknak, de a klubot akkor már Bp. Lokomotív-nak hívták. 1950-re egy bajnokságot jelez, melyet a Csepeli MTK nyert, de abban az évben két bajnokság volt, a Népsport 1950.05.30-i kiadása alapján az 1949–50-es, és a Népsport 1950. szeptember-decemberi egyes számai alapján az 1950-es őszi (eredetileg ez az 1950–51-es lett volna, de a bajnokságok rendszerének átszervezése miatt féltávnál befejezték), mind a kettőt a Csepeli Vasas nyerte.

## Bajnoki címek klubok szerint
| #   | Csapat                 | Létező szakosztály | Bajnoki címek | Szezonok                                                                                | Megjegyzés                                                         |
| --- | ---------------------- | ------------------ | ------------- | --------------------------------------------------------------------------------------- | ------------------------------------------------------------------ |
| 1.  | Csepel SC              | ×                  | 14            | 1942, 1943, 1949-1950, 1950, 1958, 1959, 1960, 1961, 1962, 1963, 1967, 1968, 1971, 1972 | volt Csepeli Vasas volt Csepeli MTK volt WMTK Csepel               |
| 2.  | Tatabányai SC          | o                  | 10            | 1966, 1969, 1970, 1973, 1974, 1979, 1983, 1984, 1985, 2004                              | volt Tatabányai Bányász                                            |
| 3.  | Kecskeméti TE          | o                  | 9             | 2009, 2013, 2015, 2016, 2017, 2018, 2020, 2022, 2023                                    | Szegedi Lelkesedés-Kecskeméti TE közös csapatot indított 2009-ben  |
| 4.  | BKV Előre              | o                  | 6             | 1998, 2000, 2002, 2003, 2006, 2019                                                      |                                                                    |
| 5.  | Haladás VSE            | o                  | 5             | 1986, 2005, 2007, 2008, 2014                                                            |                                                                    |
| 6.  | Nyíregyházi VSC        | o                  | 5             | 1994, 1996, 1997, 1999, 2001                                                            |                                                                    |
| 7.  | Olefin SC              | o                  | 4             | 1975, 1978, 1981, 1982                                                                  | volt Leninvárosi MTK, jelenleg Tiszaújvárosi SC                    |
| 8.  | Szekszárdi Húsipari SE | ×                  | 4             | 1991, 1992, 1993, 1995                                                                  |                                                                    |
| 9.  | Újpesti TE             | ×                  | 3             | 1936, 1937, 1938                                                                        |                                                                    |
| 10. | Törekvés               | ×                  | 3             | 1948, 1955, 1956                                                                        | volt Lokomotív                                                     |
| 11. | Testvériség            | o                  | 3             | 1964, 1965, 2012                                                                        |                                                                    |
| 12. | Detective AC           | ×                  | 2             | 1939, 1941                                                                              |                                                                    |
| 13. | BRE                    | ×                  | 2             | 1945, 1946                                                                              |                                                                    |
| 14. | SZOT                   | ×                  | 2             | 1951,1953                                                                               | Ezekben az években szakszervezeti csapatok indultak                |
| 15. | Budapest I.            | ×                  | 2             | 1952, 1954                                                                              | Ezekben az években az országos döntőben területi csapatok indultak |
| 16. | Bp. Honvéd             | ×                  | 2             | 1987, 1988                                                                              |                                                                    |
| 17. | MTK-VM                 | ×                  | 2             | 1989, 1990                                                                              |                                                                    |
| 18. | Mávag SK               | ×                  | 1             | 1935                                                                                    |                                                                    |
| 19. | MAC                    | ×                  | 1             | 1940                                                                                    |                                                                    |
| 20. | Munkás TE              | ×                  | 1             | 1947                                                                                    |                                                                    |
| 21. | Tatai AC               | ×                  | 1             | 1980                                                                                    |                                                                    |
| 22. | Szegedi Lelkesedés     | o                  | 1             | 2009                                                                                    | Szegedi Lelkesedés-Kecskeméti TE közös csapatot indított 2009-ben  |
| 23. | Pécsi SE               | o                  | 1             | 2011                                                                                    |                                                                    |

## A bajnokságok végeredményei
| Szezonok  | 1.hely                                         | 2.hely                            | 3.hely                                | Helyezettek | Megjegyzések |
| --------- | ---------------------------------------------- | --------------------------------- | ------------------------------------- | --- | --- |
| 1935      | MÁVAG SK                                       | MAC                               | Ferencvárosi TC                       | 4. Újpesti TE, 5. Taxi | [ 1 ] [ 2 ] |
| 1936      | Újpesti TE                                     |                                   |                                       | | (forrás nem található, emellett a Nemzeti Sport 1938.02.07-i és az MTI Sportkiadás 1938.02.06-i kiadása szerint abban az évben másodszor nyert az Újpest, ez alapján 1936-ban nem nyerhetett, vagyis vagy nem is volt bajnokság, vagy mégsem az Újpest nyert, vagy tévednek a források) |
| 1937      | Újpesti TE                                     | Ferencvárosi TC                   | BVSC                                  | 4. Újpesti TE B, 5. MAC, 6. Szegedi VSE, 7. Váci SE | [ 3 ] [ 4 ] |
| 1938      | Újpesti TE                                     | Detektív AC                       | Ferencvárosi TC                       | 4. MAC | [ 5 ] [ 6 ] |
| 1939      | Detektív AC                                    | MAC                               | Szegedi VSE                           | 4. Újpesti TE | [ 7 ] |
| 1940      | MAC                                            | Újpesti TE                        | Detektív AC                           | 4. Szegedi VSE, 5. BVSC, 6. VAC | [ 8 ] |
| 1941      | Detektív AC                                    | BVSC                              | MAC                                   | 4. Szegedi VSE, 5. Detektív AC B | [ 9 ] [ 10 ] |
| 1942      | WMTK Csepel                                    | MAC                               | BVSC                                  | - | [ 11 ] [ 12 ] |
| 1943      | WMTK Csepel                                    | MÁV Előre                         | MAC                                   | 4. Detektív AC, a Szegedi VSE nem indult | [ 13 ] |
| 1944      |                                                |                                   |                                       | | - |
| 1945      | BRE                                            | Csepeli MTK (volt WMTK Csepel)    | BVESC (volt BVSC és MÁV Előre)        | | [ 14 ] |
| 1946      | BRE                                            | BVESC                             | Csepeli MTK                           | | az elődöntőkben indult még: Újpesti TE, BRE II., Munkás TE, Szegedi VSE |
| 1947      | Munkás TE                                      | BVESC                             | Csepeli MTK                           | Szegedi Postás | [ 16 ] |
| 1948      | Bp. Lokomotív (volt BVESC)                     | Csepeli MTK                       | Előre SE                              | 4. Munkás TE | [ 17 ] |
| 1949-1950 | Csepeli Vasas (volt Csepeli MTK                | Bp. Előre (volt Előre SE)         | Bp. Lokomotív                         | 4. Bp. Vörös Meteor (volt Munkás TE) | a Bp. Vasas visszalépett |
| 1950      | Csepeli Vasas                                  | Bp. Lokomotív                     | Bp. Dózsa                             | 4. Bp. Előre, 5. Szegedi Postás, 6. Bp. Vörös Meteor | a Bp. Dózsa–Szegedi Postás mérkőzés eredménye hiányzik |
| 1951      | SZOT A                                         | SZOT B                            | Honvéd SE                             | 4. Bástya SE, 5. Dózsa SE, 6. SZOT C | A bajnokságot átszervezték, az országos döntőben szakszervezeti csapatok indultak. |
| 1952      | Budapest I.                                    | Hajdú-Bihar megye                 | Pest megye                            | 4. Borsod megye | Ebben az évben az országos döntőben területi csapatok indultak. |
| 1953      | SZOT I.                                        | SZOT II.                          | Dózsa SE                              | 4. Honvéd SE, 5. Munkaerőtartalékok SE | Ebben az évben az országos döntőben ismét szakszervezeti csapatok indultak. |
| 1954      | Budapest I.                                    | Budapest II.                      | Hajdú-Bihar megye                     | 4. Borsod megye, 5. Pest megye, 6. Komárom megye, 7. Baranya megye | Ebben az évben az országos döntőben ismét területi csapatok indultak. |
| 1955      | Törekvés SE                                    | Vasas SE                          | Vörös Lobogó SE                       | 4. Kinizsi SE, 5. Honvéd SE, 6. Bányász SE, 7. Traktor SE | [ 25 ] |
| 1956      | Bp. Törekvés (volt Bp. Lokomotív és Bp. Előre) | Bp. Vasas                         | Bp. Vörös Lobogó                      | | [ 26 ] |
| 1957      |                                                |                                   |                                       | | - |
| 1958      | Csepel SC (volt Csepeli Vasas)                 | Újpesti Tungsram TE               | MTK (volt Bp. Vörös Lobogó)           | 4. Tatabányai Bányász | [ 27 ] |
| 1959      | Csepel SC                                      | MTK                               | Újpesti Tungsram TE                   | 4. Csepel SC II. | [ 28 ] [ 29 ] |
| 1960      | Csepel SC                                      | MAFC                              | Vasas Izzó (volt Újpesti Tungsram TE) | 4. Bp. Előre (volt Bp. Törekvés), 5. Debreceni Honvéd | [ 30 ] [ 31 ] |
| 1961      | Csepel SC                                      | MAFC                              | Debreceni Honvéd                      | 4. Tatabányai Bányász, 5. Vasas Izzó, 6. MTK | [ 32 ] [ 33 ] |
| 1962      | Csepel SC                                      | Tatabányai Bányász                | MTK                                   | 4. MAFC, 5. Debreceni Honvéd, 6. Bp. Előre | [ 34 ] [ 35 ] |
| 1963      | Csepel SC                                      | Tatabányai Bányász                | Testvériség SE                        | 4. Bp. Honvéd | [ 36 ] [ 37 ] |
| 1964      | Testvériség SE                                 | Tatabányai Bányász                | Csepel SC                             | 4. Bp. Honvéd, 5. Egri Előre | az Oroszlányi Bányász visszalépett |
| 1965      | Testvériség SE                                 | Csepel SC                         | Tatabányai Bányász                    | 4. MTK, 5. Egri Előre | a Haladás VSE visszalépett |
| 1966      | Tatabányai Bányász                             | Csepel SC                         | Bp. Honvéd                            | 4. Testvériség SE, 5. MAFC, 6. Haladás VSE, 7. Oroszlányi Bányász, 8. MTK, 9. Bp. Előre | [ 41 ] [ 42 ] |
| 1967      | Csepel SC                                      | Bp. Honvéd                        | Testvériség SE                        | 4. Tatabányai Bányász, 5. Haladás VSE, 6. Oroszlányi Bányász, 7. Diósgyőri VTK, 8. MAFC, 9. Bp. Vörös Meteor | [ 43 ] [ 44 ] |
| 1968      | Csepel SC                                      | Testvériség SE                    | Tatabányai Bányász                    | 4. Bp. Honvéd, 5. Haladás VSE, 6. Oroszlányi Bányász, 7. Kinizsi Húsos, 8. Bp. Előre, 9. Debreceni VSC | [ 45 ] [ 46 ] |
| 1969      | Tatabányai Bányász                             | Csepel SC                         | Haladás VSE                           | 4. Kinizsi Húsos, 5. Oroszlányi Bányász, 6. Testvériség SE, 7. MAFC, 8. Debreceni Bocskai, 9. Bp. Honvéd | [ 47 ] [ 48 ] |
| 1970      | Tatabányai Bányász                             | Haladás VSE                       | Csepel SC                             | 4. Kinizsi Húsos, 5. Diósgyőri VTK, 6. Oroszlányi Bányász, 7. Testvériség SE, 8. MAFC, 9. MTK | [ 49 ] [ 50 ] |
| 1971      | Csepel SC                                      | Tatabányai Bányász                | Haladás VSE                           | 4. Oroszlányi Bányász, 5. Kinizsi Húsos, 6. Vasas Kismotor, 7. Testvériség SE, 8. Debreceni VSC, 9. Diósgyőri VTK | [ 51 ] [ 52 ] |
| 1972      | Csepel SC                                      | Tatabányai Bányász                | Haladás VSE                           | 4. Oroszlányi Bányász, 5. Testvériség SE, 6. Kinizsi Húsos, 7. MAFC, 8. BSE, 9. BKV Előre (volt Bp. Előre) | [ 53 ] [ 54 ] |
| 1973      | Tatabányai Bányász                             | Csepel SC                         | Kinizsi Húsos                         | 4. Testvériség SE, 5. Haladás VSE, 6. Oroszlányi Bányász, 7. Pécsi MSC, 8. MAFC, 9. Bp. Honvéd | [ 55 ] [ 56 ] |
| 1974      | Tatabányai Bányász                             | Haladás VSE                       | Leninvárosi MTK                       | 4. Oroszlányi Bányász, 5. Csepel SC, 6. Kinizsi Húsos, 7. Testvériség SE, 8. BSE, 9. Pécsi MSC | [ 57 ] [ 58 ] |
| 1975      | Leninvárosi MTK                                | Csepel SC                         | Oroszlányi Bányász                    | 4. Tatabányai Bányász, 5. Testvériség SE, 6. Haladás VSE, 7. Kinizsi Húsos, 8. Bp. Honvéd, 9. Bp. Építők | [ 59 ] [ 60 ] |
| 1976      |                                                |                                   |                                       | | - |
| 1977      |                                                |                                   |                                       | | - |
| 1978      | Leninvárosi MTK                                | Haladás VSE                       | Csepel SC                             | 4. Tatabányai Bányász, 5. Tatai AC, 6. Testvériség SE, 7. MTK-VM (volt MTK és Bp. Vörös Meteor), 8. Oroszlányi Bányász, 9. Kinizsi Húsos | [ 61 ] |
| 1979      | Tatabányai Bányász                             | Tatai AC                          | Olefin SC (volt Leninvárosi MTK)      | 4. Haladás VSE, 5. Testvériség SE, 6. Bp. Honvéd, 7. Oroszlányi Bányász, 8. Csepel SC, 9. MTK-VM, 10. Kinizsi Húsos | [ 62 ] [ 63 ] |
| 1980      | Tatai AC                                       | Tatabányai Bányász                | Haladás VSE                           | 4. Olefin SC, 5. Bp. Honvéd, 6. BKV Előre, 7. Testvériség SE | [ 64 ] [ 65 ] |
| 1981      | Olefin SC                                      | Tatai AC                          | Csepel SC                             | 4. Haladás VSE, 5. Oroszlányi Bányász, 6. Tatabányai Bányász, 7. Bp. Honvéd, 8. Debreceni MVSC (volt Debreceni VSC), 9. Diósgyőri VTK | [ 66 ] [ 67 ] |
| 1982      | Olefin SC                                      | Tatabányai Bányász                | Csepel SC                             | 4. Haladás VSE, 5. Diósgyőri VTK, 6. Tatai AC, 7. Oroszlányi Bányász, 8. Debreceni MVSC, 9. Bp. Honvéd | [ 68 ] [ 69 ] |
| 1983      | Tatabányai Bányász                             | Diósgyőri VTK                     | Haladás VSE                           | 4. Oroszlányi Bányász, 5. Tatai AC, 6. Olefin SC, 7. BKV Előre, 8. Debreceni MVSC, 9. Csepel SC | [ 70 ] |
| 1984      | Tatabányai Bányász                             | Haladás VSE                       | Oroszlányi Bányász                    | 4. Diósgyőri VTK, 5. Bp. Honvéd, 6. Tatai AC, 7. Szekszárdi Dózsa, 8. Olefin SC, 9. BKV Előre | [ 71 ] |
| 1985      | Tatabányai Bányász                             | Oroszlányi Bányász                | Bp. Honvéd                            | 4. Haladás VSE, 5. Honvéd Lőrincz SE, 6. Csepel SC, 7. Nyíregyházi VSSC, 8. Diósgyőri VTK, 9. Tatai AC | [ 72 ] |
| 1986      | Haladás VSE                                    | Oroszlányi Bányász                | Tatabányai Bányász                    | 4. Bp. Honvéd, 5. Csepel SC, 6. Honvéd Lőrincz SE, 7. Olefin SC, 8. Pécsi MSC, 9. Húsos SE (volt Kinizsi Húsos) | [ 73 ] [ 74 ] |
| 1987      | Bp. Honvéd                                     | Tatabányai Bányász                | Oroszlányi Bányász                    | 4. Haladás VSE, 5. Csepel SC, 6. Debreceni MVSC, 7. Nyíregyházi VSSC, 8. Honvéd Lőrincz SE, 9. Szekszárdi Húsipari SE (volt Szekszárdi Dózsa) | [ 75 ] |
| 1988      | Bp. Honvéd                                     | Oroszlányi Bányász                | MTK-VM                                | 4. Haladás VSE, 5. Diósgyőri VTK, 6. Csepel SC, 7. Tatabányai Bányász, 8. Olefin SC, 9. Debreceni MVSC | [ 76 ] |
| 1989      | MTK-VM                                         | Szekszárdi Húsipari SE            | Bp. Honvéd                            | 4. Tatabányai Bányász, 5. Oroszlányi Bányász, 6. Honvéd Lőrincz SE, 7. Haladás VSE, 8. Diósgyőri VTK | [ 77 ] |
| 1990      | MTK-VM                                         | Szekszárdi Húsipari SE            | Tatai Honvéd AC (volt Tatai AC)       | 4. Kecskeméti SC, 5. Tatabányai Bányász, 6. Haladás VSE, 7. Honvéd Lőrincz SE, 8. Debreceni VSC (volt Debreceni MVSC), 9. Oroszlányi Bányász | [ 78 ] |
| 1991      | Szekszárdi Húsipari SE                         | Diósgyőri VTK                     | MTK (volt MTK-VM)                     | 4. Haladás VSE, 5. Debreceni VSC, 6. Tatabányai Bányász, 7. Kecskeméti SC, 8. Olefin SC, 9. Honvéd Lőrincz SE, 10. Oroszlányi Bányász, 11. Tatai Honvéd AC, 12. Rekard SE | [ 79 ] |
| 1992      | Szekszárdi Húsipari SE                         | Diósgyőri SC (volt Diósgyőri VTK) | Debreceni VSC                         | 4. MTK, 5. Haladás VSE, 6. Tatabányai SC (volt Tatabányai Bányász), 7. Kecskeméti SC, 8. Olefin SC, 9. Kazincbarcikai VSE, 10. Szeged SC, 11. Nyíregyházi VSC (volt Nyíregyházi VSSC), 12. Békéscsabai Előre Spartacus | [ 80 ] [ 81 ] |
| 1993      | Szekszárdi Húsipari SE                         | Debreceni VSC                     | Diósgyőri SC                          | 4. BKV Előre, 5. Tatabányai SC, 6. Kecskeméti SC, 7. Kazincbarcikai VSE, 8. Szeged SC, 9. MTK, 10. Haladás VSE, 11. Olefin SC | [ 82 ] [ 83 ] |
| 1994      | Nyíregyházi VSC                                | Szekszárdi Húsipari SE            | Diósgyőri SC                          | 4. BKV Előre, 5. MTK, 6. Kecskeméti SC, 7. Haladás VSE, 8. Debreceni VSC, 9. Szegedi TE (volt Szeged SC), 10. Kisújszállási SE | [ 84 ] [ 85 ] |
| 1995      | Szekszárdi Húsipari SE                         | BKV Előre                         | Nyíregyházi VSC                       | 4. Zalaegerszegi TE, 5. Debreceni VSC, 6. Tatabányai SC, 7. MTK, 8. Szegedi TE, 9. MAFC, 10. Testvériség SE, 11. Haladás VSE, 12. Pécsi SE, 13. Kisbéri Vállalkozók SE, 14. Diósgyőri SC, 15. Tatai Honvéd AC, 16. Kecskeméti SC, 17. BKV Előre II. | [ 86 ] [ 87 ] |
| 1996      | Nyíregyházi VSC                                | BKV Előre                         | Zalaegerszegi TE                      | 4. Szekszárdi Húsipari SE, 5. Tatabányai SC, 6. Haladás VSE | [ 88 ] [ 89 ] |
| 1997      | Nyíregyházi VSC                                | BKV Előre                         | Haladás VSE1998                       | 4. Piliscsaba SE, 5. Szekszárdi SK (volt Szekszárdi Húsipari SE), 6. Tatabányai SC | [ 90 ] |
| 1998      | BKV Előre                                      | Nyíregyházi VSC                   | Haladás VSE                           | 4. Tatabányai SC, 5. Kecskeméti SC, 6. Szegedi Lelkesedés (volt Szegedi TE) | [ 91 ] |
| 1999      | Nyíregyházi VSC                                | Tatabányai SC                     | Kisbéri Vállalkozók SE                | 4. Zalaegerszegi TE, 5. Haladás VSE, 6. Soroksári SE | [ 92 ] |
| 2000      | BKV Előre                                      | Nyíregyházi VSC                   | Soroksári SE                          | 4. Haladás VSE, 5. Tatabányai SC, 6. MAFC | [ 93 ] |
| 2001      | Nyíregyházi VSC                                | Haladás VSE                       | Tatabányai SC                         | 4. Kecskeméti TE (volt Kecskeméti SC), 5. Soroksári SE, 6. MAFC, 7. BKV Előre, 8. Szegedi Lelkesedés, 9. Diósgyőri SFC (volt Diósgyőri SC) | [ 94 ] [ 95 ] |
| 2002      | BKV Előre                                      | Soroksári SE                      | Haladás VSE                           | 4. Nyíregyházi VSC, 5. Kecskeméti TE, 6. Tatabányai SC | [ 96 ] |
| 2003      | BKV Előre                                      | Haladás VSE                       | Nyíregyházi VSC                       | 4. Kisbéri Vállalkozók SE, 5. Soroksári SE, 6. Tatabányai SC | [ 97 ] |
| 2004      | Tatabányai SC                                  | BKV Előre                         | MAFC                                  | 4. Pécsi SE, 5. Kecskeméti TE, 6. Soroksári SSZSE (volt Soroksári SE), 7. Kisbéri Vállalkozók SE, 8. Haladás VSE, 9. Kazincbarcikai VSE, 10. Téglás VSE, 11. Debreceni SFC | [ 98 ] |
| 2005      | Haladás VSE                                    | BKV Előre                         | Soroksári SSZSE                       | 4. Tatabányai SC, 5. Zalaegerszegi TE, 6. MAFC, 7. Kisbéri Vállalkozók SE, 8. Kecskeméti TE, 9. BKV Előre II., 10. Kazincbarcikai VSE, 11. Pécsi SE, 12. Debreceni SFC, 13. Nyíregyházi VSC, 14. Téglás VSE | [ 99 ] [ 100 ] |
| 2006      | BKV Előre                                      | Zalaegerszegi TE                  | Tatabányai SC                         | 4. Soroksári SSZSE, 5. BKV Előre II., 6. Kecskeméti TE, 7. Nyíregyházi VSC, 8. MAFC, 9. Haladás VSE, 10. Kisbéri Vállalkozók SE, 11. Tiszaújvárosi SSE, 12. Szegedi Lelkesedés, 13. Kazincbarcikai VSE, 14. Debreceni SFC, 15. Téglás VSE | [ 101 ] |
| 2007      | Haladás VSE                                    | BKV Előre                         | Soroksári SSZSE                       | 4. Tatabányai SC, 5. Nyíregyházi VSC, 6. BKV Előre II., 7. Kecskeméti TE, 8. Szegedi Lelkesedés, 9. MAFC, 10. Zalaegerszegi TE, 11. Téglás VSE, 12. Debreceni SFC, 13. Nyíregyházi VSC II. | [ 102 ] [ 103 ] |
| 2008      | Haladás VSE                                    | BKV Előre                         | MAFC                                  | 4. Soroksári SSZSE, 5. Tatabányai SC, 6. Kecskeméti TE, 7. Szegedi Lelkesedés, 8. Nyíregyházi VSC, 9. Téglás VSE, 10. Pécsi SE | |
| 2009      | Szegedi Lelkesedés-Kecskeméti TE               | Haladás VSE                       | Tatabányai SC                         | 4. Nyíregyházi VSC, 5. Soroksári SSZSE, 6. Zalaegerszegi TE, 7. BKV Előre, 8. Testvériség SE, 9. Tiszaújvárosi SC, 10. Iregszemcsei SSZSE, 11. Pécsi SE, 12. Békéscsabai Előre SC (volt Békéscsabai Előre Spartacus), 13. Szerencsi VSE, 14. Ózdi FSC, 15. Téglás VSE, 16. Kazincbarcikai VSE, 17. Kisújszállási SE, 18. Biharnagybajomi SE, 19. Téglás VSE II., 20. Tamási Koppány SE, 21. Debreceni SFC, 22. Oroszlányi VSE, 23. MAFC | Szegedi Lelkesedés-Kecskeméti TE (a két klub közös csapatot indított ebben az évben), |
| 2010      |                                                |                                   |                                       | | |
| 2011      | Pécsi SE                                       | BKV Előre                         | Testvériség SE                        | 4. Haladás VSE, 5. Tiszaújvárosi SC, 6. Oroszlányi VSE | Alapszakasz:1. BKV Előre, 2. Pécsi SE, 3. Haladás VSE, 4. Testvériség SE, 5. Tiszaújvárosi SC, 6. Oroszlányi VSE, 7. Tatabányai SC, 8. Kecskeméti TE, 9. Szegedi Lelkesedés, 10. Téglás VSE, 11. Kazincbarcikai VSE, 12. Kisújszállási SSZSE, 13. Iregszemcsei SSZSE, 14. MAFC, 15. Szerencsi VSE, 16. Tamási Koppány SE, 17. Biharnagybajomi SE, 18. Zalaegerszegi TE                     |
| 2012      | Testvériség SE                                 | Kecskeméti TE                     | Pécsi SE                              | 4. Tatabányai SC, 5. Haladás VSE, 6. Zalaegerszegi TE | [ 106 ] |
| 2013      | Kecskeméti TE                                  | Testvériség SE                    | Haladás VSE                           | 4. Békéscsabai Előre SC, 5. Tatabányai SC, 6. Pécsi SE | Alapszakasz: 1. Haladás VSE, 2. Testvériség SE, 3. Kecskeméti TE, 4. Békéscsabai Előre SC, 5. Pécsi SE, 6. Tatabányai SC, 7. Zalaegerszegi TE, 8. Nyíregyházi VSC, 9. Kisújszállási SSZSE, 10. MAFC, 11. Téglás VSE, 12. Fehérvári RC, 13. Testvériség SE II. |
| 2014      | Haladás VSE                                    | Kecskeméti TE                     | Szegedi EAC                           | 4. Tatabányai SC, 5. Testvériség SE | Alapszakasz: 1. Haladás VSE, 2. Kecskeméti TE, 3. Testvériség SE, 4. Nyíregyházi VSC, 5. Szegedi EAC, 6. Tatabányai SC, 7. Pécsi SE, 8. Zalaegerszegi TE, 9. Téglás VSE, 10. MAFC, 11. Biharnagybajomi SE, 12. Fehérvári RC, 13. Ózdi FSC |
| 2015      | Kecskeméti TE                                  | Pécsi SE                          | Firmitas SC                           | 4. Haladás VSE, 5. Szegedi EAC, 6. Tatabányai SC, 7. MAFC, 8. Oroszlányi VS | Alapszakasz: 1. Haladás VSE, 2. Tatabányai SC, 3. Pécsi SE, 4. Kecskeméti TE, 5. Firmitas SC, 6. Szegedi EAC, 7. Testvériség SE, 8. Oroszlányi VSE, 9. MAFC, 10. Kazincbarcikai VSE, 11. Tatabányai SC II., 12. Téglás VSE, 13. Fehérvári RC |
| 2016      | Kecskeméti TE                                  | Haladás VSE                       | Pécsi SE                              | 4. Firmitas SC, 5. BKV Előre, 6. Oroszlányi VSE, 7. MAFC, 8. Ózdi FSC | Alapszakasz: 1. Pécsi SE, 2. Haladás VSE, 3. Firmitas SC, 4. Tatabányai SC, 5. BKV Előre, 6. Kecskeméti TE, 7. Ózdi FSC, 8. Oroszlányi VSE, 9. Kazincbarcikai VSE, 10. MAFC, 11. Téglás VSE, 12. Szerencsi VSE, 13. Tiszaújvárosi SSE II., 14. Fehérvári RC, 15. Ózdi FSC II. |
| 2017      | Kecskeméti TE                                  | Ózdi FSC                          | Kazincbarcikai VSE                    | 4. Firmitas SC, 5. BKV Előre, 6. Pécsi SE, 7. Oroszlányi VSE, 8. Téglás VSE | Alapszakasz: 1. Ózdi FSC, 2. Kecskeméti TE, 3. Firmitas SC, 4. Kazincbarcikai VSE, 5. Pécsi SE, 6. BKV Előre, 7. Haladás VSE, 8. Oroszlányi VSE, 9. Téglás VSE, 10. MAFC, 11. Tatabányai SC, 12. Testvériség SE, 13. Rekard SE, 14. Fehérvári RC, 15. Tiszaújvárosi SC |
| 2018      | Kecskeméti TE                                  | BKV Előre                         | Haladás VSE                           | 4. Pécsi SE, 5. Kazincbarcikai VSE, 6. Győri AC, 7. MAFC, 8. Firmitas SC | Alapszakasz:: 1. Kecskeméti TE, 2. BKV Előre, 3. Haladás VSE, 4. Ózdi FSC, 5. Kazincbarcikai VSE, 6. Firmitas SC, 7. Pécsi SE, 8. Győri AC, 9. MAFC, 10. Testvériség SE, 11. Szolnoki MÁV SE, 12. Nyíregyházi VSC, 13. Oroszlányi VSE, 14. Tamási Koppány SE, 15. Téglás VSE, 16. BKV Előre II., 17. Abaújszántói VSE, 18. Fehérvári RC, 19. Tamási Koppány SE II., 20. Biharnagybajomi SE |
| 2019      | BKV Előre                                      | Kecskeméti TE                     | Haladás VSE                           | 4. MAFC, 5. Győri AC, 6. Baranyai SE, 7. Ózdi FSC, 8. Testvériség SE | Alapszakasz:: |
| 2020      | Kecskeméti TE                                  | BKV Előre                         | Kazincbarcikai VSE                    | 4. Firmitas SC, 5. Oroszlányiak VSK, 6. Haladás VSE, 7. Baranyai SE, 8. Győri AC | |
| 2021      |                                                |                                   |                                       | | |
| 2022      | Kecskeméti TE                                  | Testvériség SE                    | Tatabányai SC                         | 4. Oroszlányiak VSK, 5. BKV Előre, 6. Győri AC | |
| 2023      | Kecskeméti TE                                  | Tatabányai SC                     | Szegedi LSK                           | 4. Baranyai SE Tata, 5. BKV Előre, 6. Testvériség SE, 7. Fiszej SE | |